# Maria Emília Silva Araújo
Maria Emília Araújo (Matosinhos, 6 de agosto de 1940 - Lisboa, 6 de Junho de 2025), também conhecida como Mariaújo é uma ceramista portuguesa.

## Biografia
Ainda criança gostava de moldar figuras e objetos em barro. Maria Emília Araújo estudou na Escola Artística de Soares dos Reis (Porto) e na Escola Artística António Arroio (Lisboa), onde teve como mestres Querubim Lapa e Estrela Faria.
Após a finalização do curso a artista ingressou como artista da Fábrica de Cerâmica Viúva Lamego que mantinha estreita colaboração com artistas plásticos. Segundo o Investigador e Historiador José Meco: “A emergência da arquitetura moderna na década de 50, permitiu o desenvolvimento de uma geração de ceramistas e pintores menos dependentes da tradição secular do azulejo português, que foram apoiados por Jorge Barradas e por Eduardo Leite na Fábrica Viúva Lamego, a qual desempenhou um papel primordial durante as últimas décadas, pelas facilidades técnicas e de mão-de-obra especializada, que permitiram a criação e a execução de alguns dos trabalhos mais representativos da azulejaria moderna portuguesa.” 
“O final dos anos 40 e início dos 50 foi importantíssimo para a renovação da cerâmica e do azulejo em Portugal surgiu esse movimento todo, de interesse pela cerâmica, que já estava a acontecer na Europa com Miró e com o Picasso. E sem haver grandes conhecimentos, porque nesta altura Portugal vivia num isolamento bastante grande em relação aos movimentos artísticos da Europa”. (Oliveira, 2016, Anexo VI, p. 1).
Maria Emília recebeu vários prémios e, além de Portugal, já expôs duas vezes no prestigiado Kiln Club de Washington DC, Faenza-Itália, Mar Del Plata-Argentina, Caracas, França, Espanha e Rio de Janeiro.
Em dezembro de 2021 juntamente com outras artistas ceramistas a artista apresenta suas obras no MNAz  Museu Nacional do Azulejo em Lisboa a exposição "Territórios desconhecidos: a criatividade das Mulheres na cerâmica moderna e contemporânea portuguesa (1950-2020)".
Em suas obras, Maria Emília trabalha o barro em formas relevadas criando uma mundo entre o real e o irreal.

## Obra

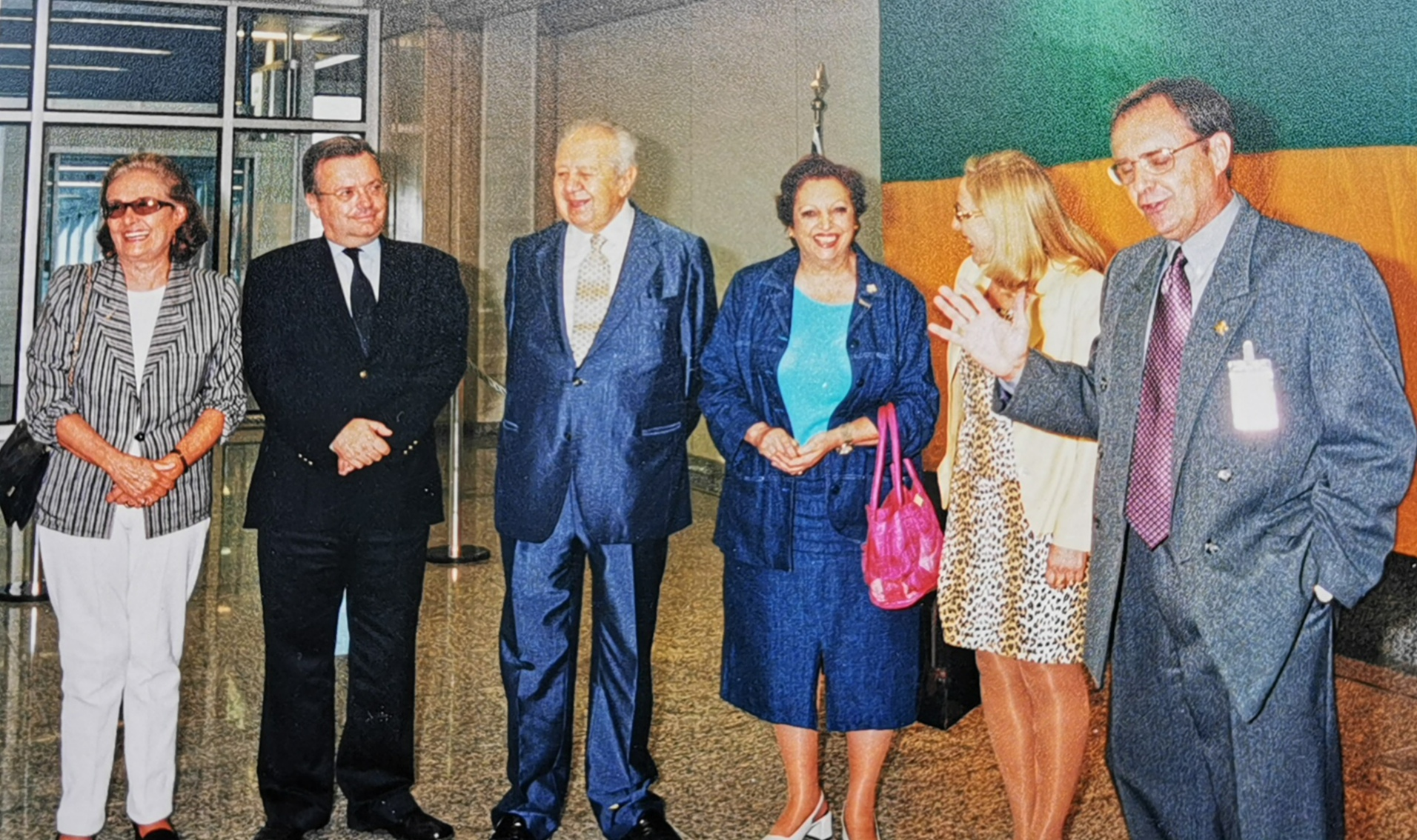
Inauguração do Painel de azulejos “Comemorações dos 500 anos dos Descobrimentos”, com a presença do amigo e antigo Presidente de Portugal Mário Soares. Aeroporto Internaconal Antônio Carlos Jobim “Galeão” - Rio de Janeiro, 2000.

O início da obra de Mariaújo caracteriza-se por características de  formas  orgânicas e de um colorido sem limites. "Na linha de modernização que Bordalo Pinheiro já abordara e Jorge Barradas estava a desenvolver, estes painéis com cores fortes e variadas, fugindo ao azul e branco que dominara a produção tradicional, possuem algumas características principais que algumas características principais que Maria Emília irá adotar como formas ou figuras relevadas e mesmo esculpidas e azulejos que são na verdade placas cerâmicas menos estandardizadas que na azulejaria tradicional. que irá evoluir para uma arte próximo ao surrealismo. 
No Edifício Caleidoscópio; "A azulejaria é marcada por formas curvilíneas com volumes e cores cintilantes e variadas texturas em tonalidades claras e escuras. As cores, vermelho, azul, amarelo e branco, parecem não ter limites na sua expansão. No barroco o azulejo por vezes parecia extravasar a arquitetura e dar-lhe forma, mas aqui, o betão está lá, mas parece se harmonizar bem com as formas e figuras da artista, um casamento perfeito entre materiais de épocas diferentes, o antigo (barro) e o moderno (cimento). Assim como num altar barroco, aqui as figuras parecem exaltar todo a natureza à sua volta, as estranhas plantas que se misturam com os seres agitados. Alguns correm, outros namoram e ali está um que me chama a atenção e mais que isso, me encanta. É a figura a olhar para o céu, um garotinho a soltar um papagaio no ar. Essa figura, diferente de todas as outras, não pelo fato de ser uma criança, mas pelo seu olhar dirigido ao observador. Há um quê de surreal nesta figura!

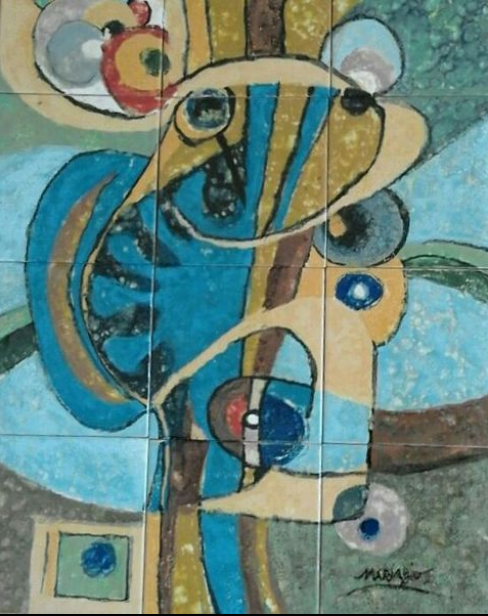
"Mata Adentro", 2018. Painel de azulejos da artista Maria Emília Araújo.

“Seguindo a prática comum às construções edificadas no Restelo, a clínica desenvolveu nos inícios de 70, um programa decorativo tendo por base a azulejaria e convidando para o efeito artistas reputados na produção cerâmica nacional para revestir grandes áreas exteriores e interiores da unidade assistencial, datando a sua produção de 1973 e 1974”.
Sua obra está representada em coleções públicas e privadas em Portugal e no exterior, nomeadamente: Átrio do Hospital S. Francisco Xavier (1973-74), RTP (1998), Aeroporto Internacional Antônio Carlos Jobim, RJ, Brasil (2000).
Maria Emília Araújo possui um atelier na Fábrica Viúva Lamego, onde pertence ao seleto quadro de grandes artistas da VL.

## Galeria

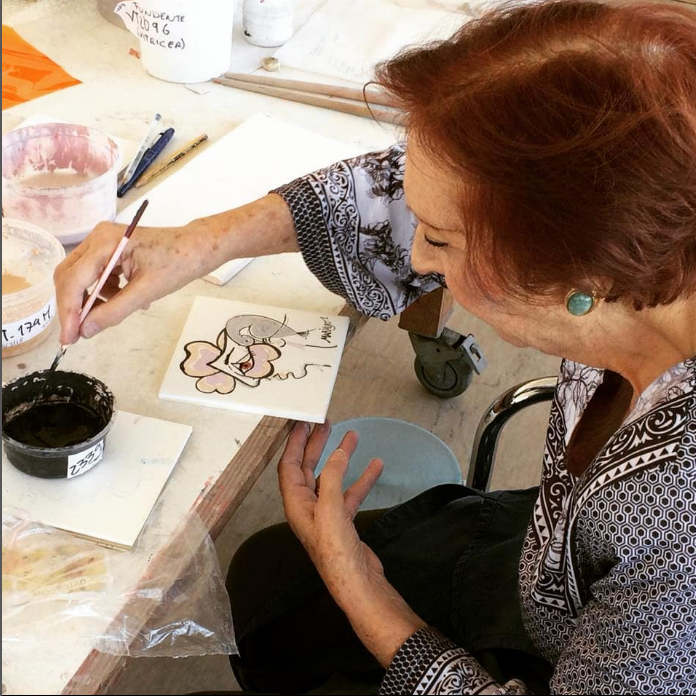
A artista a produzir uma de suas obras.

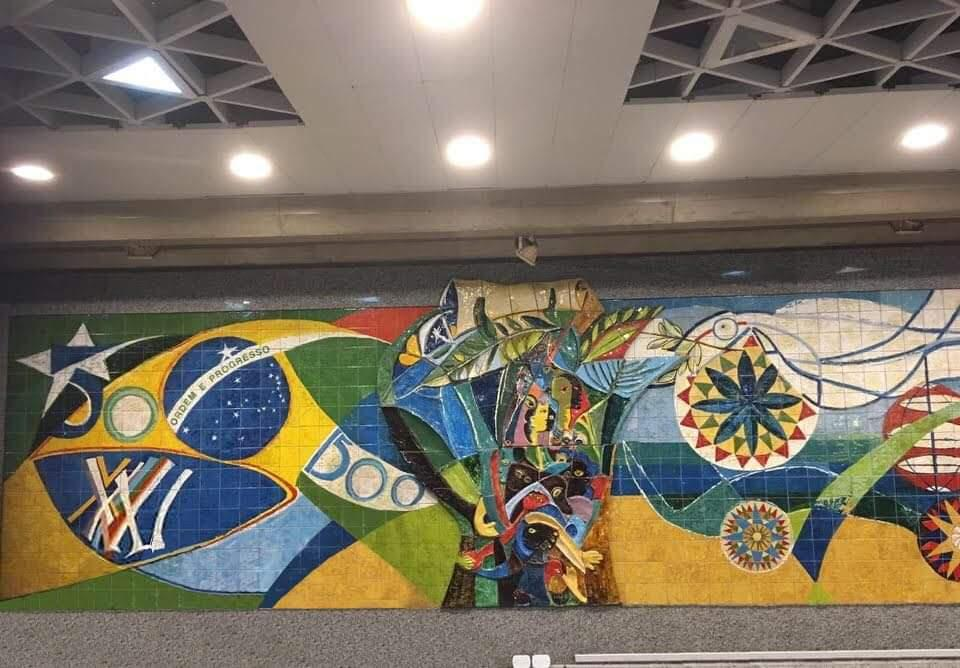
Painel “Comemorações dos 500 anos dos Descobrimentos”, no Aeroporto Internacional Antônio Carlos Jobim, no Rio de Janeiro (Brasil)
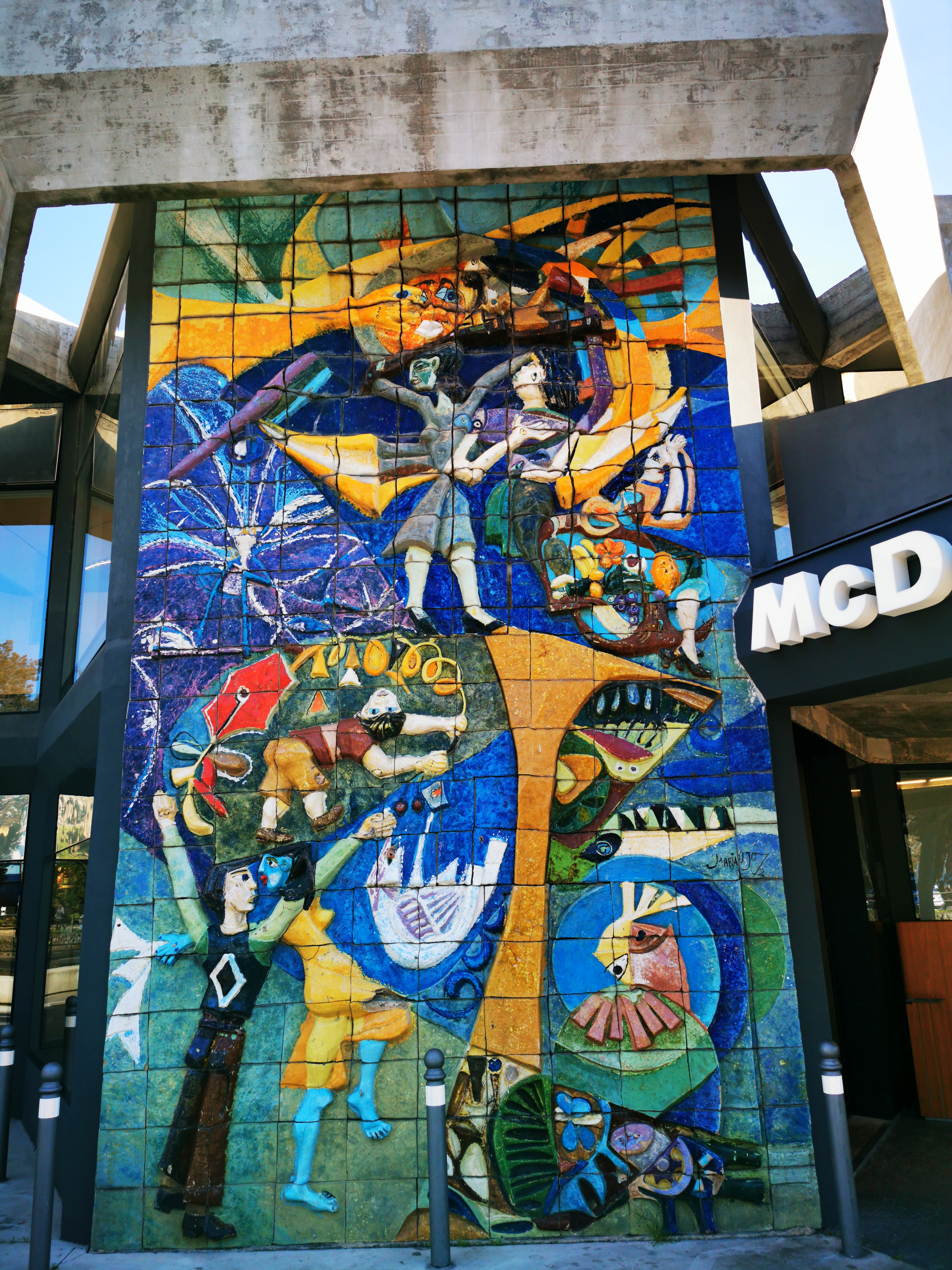
Painel “Homenagem a Lisboa”, 1972. Edifício Caleidoscópio no Campo Grande, em Lisboa.
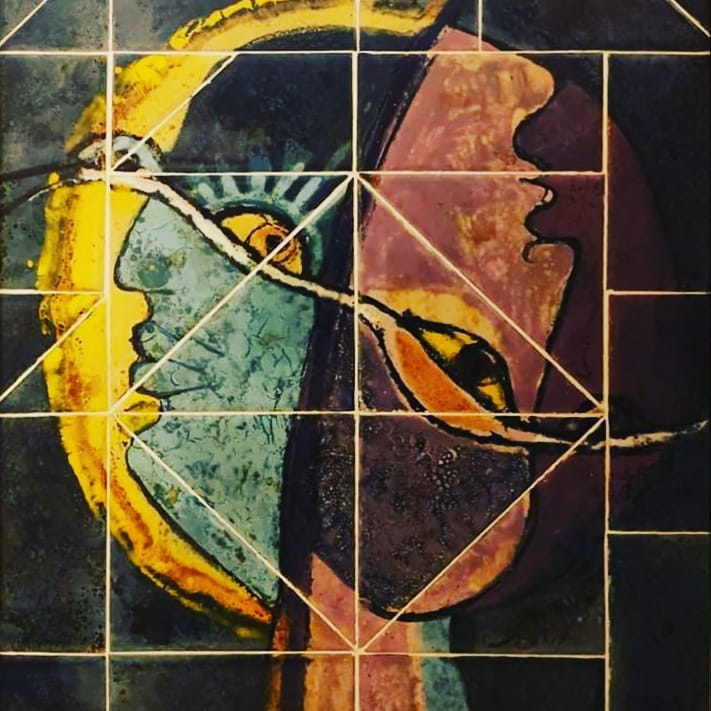
Painel de azulejos, "Rosto de Mulher", 1998
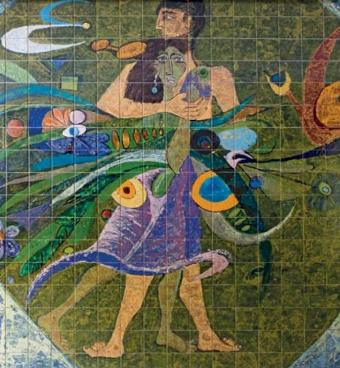
Painel de azulejos no átrio do Hospital São Francisco Xavier, em Lisboa, 1973-1974